# كريس كلارك (لاعب هوكي الجليد)
كريس كلارك (بالإنجليزية: Chris Clark)‏ هو لاعب هوكي الجليد أمريكي، ولد في 8 مارس 1976 في South Windsor, Connecticut ‏ في الولايات المتحدة.

## وصلات خارجية
- كريس كلارك على موقع دوري الهوكي الوطني (الإنجليزية)
- كريس كلارك على موقع الدوري الأمريكي لهوكي الجليد (الإنجليزية)
- كريس كلارك على موقع EliteProspects.com (الإنجليزية)
- كريس كلارك على موقع Eurohockey.com (الإنجليزية)
- كريس كلارك على موقع HockeyDB.com (الإنجليزية)
- كريس كلارك على موقع Hockey-Reference.com (الإنجليزية)